# 劉垂寶
劉垂寶（？—？），字克世，号石霞，江西吉安府安福縣人。

## 生平
万历四十三年（1615年）乙卯科江西乡试举人，天啓五年（1625年）乙丑科進士，考选翰林院庶吉士，时魏璫窃柄，日议封爵，感时怀愤，义形于色。宗兄刘铎，以误璫冤杀，临刑，垂宝厉言柴市。璫闻而衔之。七年七月以门户被削籍。崇祯嗣位，天啓七年十一月，户科左给事中李觉斯疏荐起用，授吏科给事中，崇祯元年十月，劾应天廵抚李待问当苏民愤恨，顾秉谦投揭五百余纸不能执法，以泄小民之愤，至积怨深怒之民借以一逞，于国体不免小伤；顺天廵抚王应豸以壬戌进士历俸二年半，附璫遂膺节钺，乞加勘核。帝不问。又以疏纠首辅周延儒，降照磨，时论伟之。